# 白俄羅斯—烏克蘭邊境

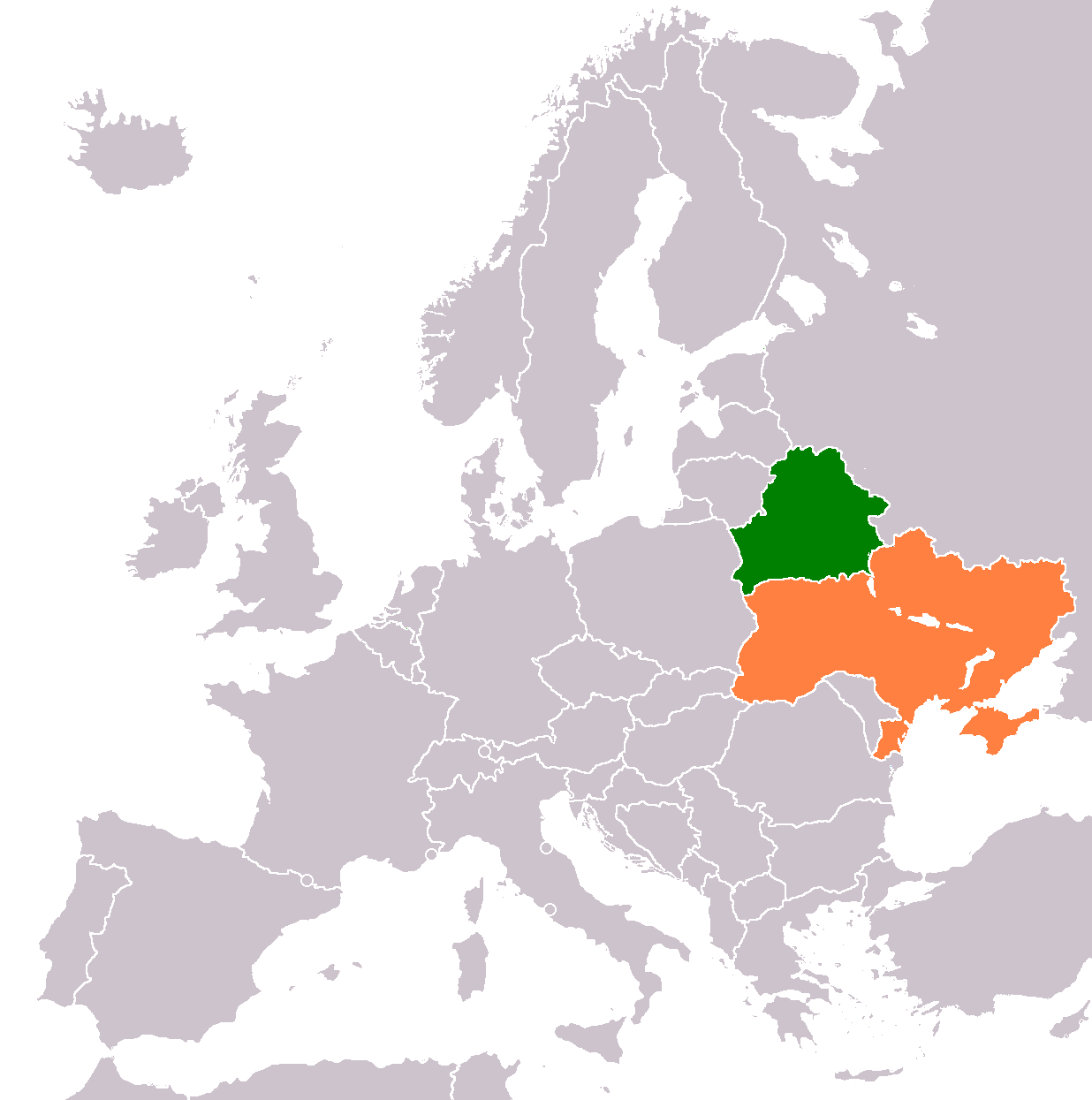
白俄羅斯和烏克蘭

白俄罗斯—乌克兰邊境（羅馬化：Bilorusko-ukrainskyi kordon，簡稱白烏邊境）是白俄罗斯和乌克兰之间的国界，全长1084公里 。它西起兩國与波兰的三邊交界，东至兩國与俄罗斯的三邊交界。白俄罗斯、俄罗斯和乌克兰的三邊交界處有纪念碑，而兩國與波蘭的三邊交界則位於西布格河附近。
2021年7月2日，白俄羅斯總統盧卡申科以白俄羅斯安全部門發現有武器流入白俄羅斯政變策劃者手中為由下令關閉白俄罗斯—乌克兰邊境。
2022年2月24日，俄羅斯發動俄烏戰爭，一部份俄軍取道白俄羅斯，越過白烏邊境入侵烏克蘭。